# Il colore viola (romanzo)
Il colore viola (titolo originale in inglese The Color Purple) è un romanzo della scrittrice statunitense Alice Walker, pubblicato nel 1982, in Italia nel 1984 da Frassinelli. Narra le vicissitudini di una donna afroamericana nel sud degli Stati Uniti durante la prima metà del ventesimo secolo, attraverso le lettere da lei scritte dapprima a Dio, e poi alla sorella da cui era stata separata anni prima, e che credeva sparita nel nulla.

## Trama
Celie è una ragazzina nera, a cui viene costantemente detto che è brutta, e con un padre che ha cominciato a violentarla a quattordici anni; da quelle violenze incestuose la ragazza ha anche avuto due bambini, che le sono stati tuttavia strappati dalle braccia subito dopo la nascita. Lei per sopravvivere al mondo crudele in cui vive ha scelto l'unica via che conosce: ubbidire, subire e non ribellarsi mai, e parlando delle sue sofferenze solo con Dio, a cui scrive lettere accorate e senza risposta. L'unica persona che ama e da cui è davvero amata è sua sorella Nettie, di 13 anni.
Un giorno appare nella vita di Celie e Nettie Albert, un trentenne già divorziato e padre di tre bambini, che ha messo gli occhi addosso a Nettie, e vorrebbe sposarla nonostante ella sia giovanissima. Il rude padre delle ragazze decide di "regalare" all'uomo Celie, la più grande, contro la volontà di quest'ultima: perciò Celie si ritrova a 15 anni sposata con un uomo violento, che l'ha voluta solo per avere in casa una serva che si occupi della casa e cresca i suoi tre figli. Più tardi arriva a casa degli sposi Nettie, che fa vivere alla sorella una breve parentesi di felicità come quando erano piccole. Tuttavia, dopo  essere stato rifiutato da Nettie e aver persino tentato di stuprarla, Albert caccia da casa la ragazza, con Celie che ritorna così alla sua vita fatta di solitudine, umiliazioni e sofferenze.
Per fortuna a Nettie la vita andrà meglio: lei, essendo una ragazza coraggiosa, appena il padre comincia a molestare anche lei, fugge di casa prima che sia troppo tardi, scapperà in Africa e qui verrà cresciuta in un ambiente amorevole. Celie non sa dove sia finita, non riceve più sue lettere, e comunque non saprebbe seguirne i passi, dato che lei è stata convinta fin da piccola di non avere forza. Un giorno Harpo, figlio ormai ventenne di Albert, presenta ai suoi Sofia, la sua fidanzata incinta, e riesce ad ottenere il permesso da Albert di sposarla.
Sofia viene subito considerata strana, poiché non è remissiva e ubbidiente, ma infatti è fiera del suo essere una donna nera, si è sposata con il dolce Harpo per amore, e sa farsi rispettare dagli uomini e dai bianchi della città, anche a costo della sua stessa vita. Infatti, un giorno, quando la moglie del sindaco, che è solita molestare i suoi figli, le chiede altezzosa se voglia diventare la sua domestica, Sofia con forza rifiuta e, quando il sindaco arriva per "difendere" la moglie e picchia Sofia, quest'ultima risponde facendo un occhio nero all'uomo. Tuttavia, essendo nera e avendo osato toccare un bianco, viene immediatamente chiusa in carcere, dove rimarrà per 8 anni, subendo percosse e non potendo mai vedere i suoi tre bambini crescere.
La vita umiliante di Celie cambia quando a casa sua arriva bisognosa di cure Shug Avery, cantante blues di successo, che Albert ama, e così le cose cominciano a prendere una piega diversa. Perché fin da quando anni prima l'ha vista in una fotografia Celie ha sentito qualcosa di strano, che nemmeno lei sa spiegarsi, ma che le rende importante tutto ciò che riguarda quella donna bella e sfrontata, che osa sfidare tutte le convenzioni. E dopo le prime comprensibili diffidenze tra due persone così drasticamente differenti nasce un legame che va oltre l'amicizia. Shug è infatti lesbica, ma essendo l'omosessualità ancora malvista dalla società, nasconde la sua vera natura e la sua relazione amorosa con Celie.
Un giorno, grazie all'aiuto di Shug, Celie trova le lettere che Nettie aveva continuato a spedirle, e che il marito le aveva nascosto per tutti quegli anni. Scopre così che la sorella, seguendo le sue indicazioni, aveva raggiunto i missionari in cui erano stati affidati i figli di Celie, e con loro si era recata in Africa, per un programma di evangelizzazione ed assistenza nelle zone più arretrate di quel continente.
Attraverso le lettere recuperate, Celie può seguire la crescita dei figli ed assistere alla progressiva demolizione dell'ambiente e delle tradizioni tribali del luogo da parte della rapace civiltà occidentale. Da una di quelle lettere emerge una scoperta sconvolgente: l'uomo che credevano essere loro padre era in realtà un patrigno, avendole adottate dopo il linciaggio del loro vero genitore. Grazie a queste rivelazioni, Celie trova tutto il coraggio che le mancava, lascia il marito e si trasferisce a Memphis, a casa dell'amata Shug, dove impara a mettere a frutto il suo talento, creando una piccola attività di sartoria.
Quando anni dopo torna nella sua ex casa, Celie è una donna molto diversa, e diversa è anche la situazione che trova, come è cambiato l'uomo che l'aveva sposata: la solitudine ed il tempo sembrano aver lavorato in profondità, smussando meschinità e grettezza. Le cose dal lato sentimentale vanno meno bene, visto che poco dopo la sua partenza Shug ha pensato bene di perdere la testa per un ragazzo che ha quasi un terzo dei suoi anni. Ma la sicurezza di aver riallacciato i contatti con Nettie, tramite le consuete lettere, che ora hanno un indirizzo a cui essere spedite, e la possibilità di ritrovarsi e di riabbracciare i propri figli, sono uno stimolo sufficiente a tirare avanti. Tanto più che la morte del patrigno ha avuto per conseguenza il recupero di tutte le proprietà del loro vero padre.
Ma ancora una volta il mondo sembra crollare sopra Celie, quando le arriva un telegramma dal Ministero della Difesa che annuncia l'affondamento della nave su cui Nettie ed i ragazzi stavano tornando a casa, assieme a tutte le lettere ancora chiuse che le aveva spedito in quegli anni. Solo la forza di un'ultima speranza, ed il sostegno che giunge dall'uomo apparentemente meno adatto, l'ex marito, evitano a Celie di venire distrutta da questa serie di colpi terribili. Non le resta che cercare la serenità in ciò che ha a portata di mano, evitando di guardare troppo lontano, e con sua sorpresa, questa si rivela la scelta giusta.
La sorte decide finalmente di pagare i suoi debiti: Celie dapprima ritrova la sua Shug, suo unico e vero amore, e quando meno se lo aspetta, arriva Nettie con la sua nuova famiglia. Portando definitivamente la felicità nella casa in cui tanti anni prima, tutto era cominciato.

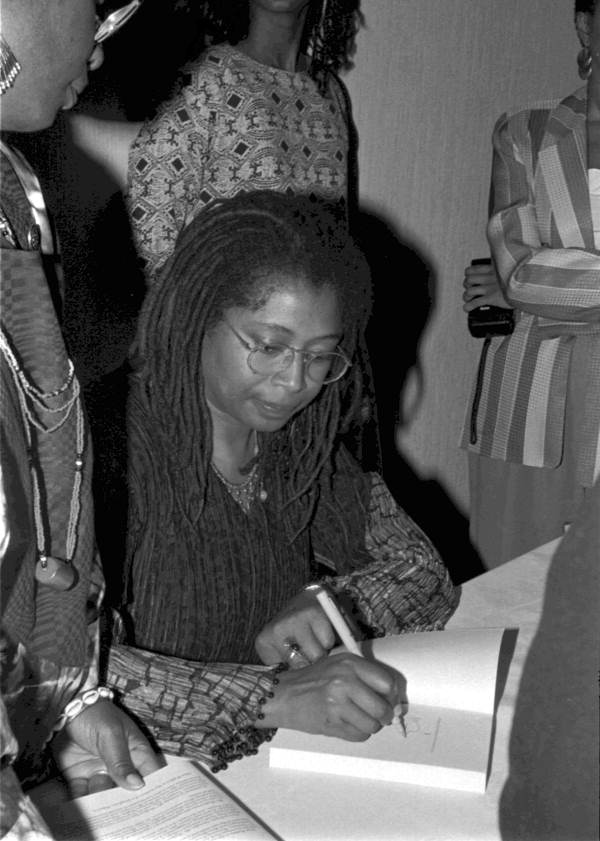
L'autrice Alice Walker mentre firma una copia del suo romanzo in Florida nel 1990

## Personaggi
- Celie. Costretta a subire fin da piccola, ha imparato a tenere ben nascoste le proprie capacità, persino a sé stessa. L'amore per Shug è ciò che le serve per dare una svolta fondamentale alla vita, liberandola dalla sottomissione e da legami fasulli, che può così sostituire con sentimenti veri. Primo tra tutti quello per la sorella ritrovata.
- Nettie. Separata presto dalla sorella, ha la fortuna di finire tra persone caritatevoli che la coinvolgono in un'impresa ambiziosa e profondamente istruttiva. Sarà una fonte di riflessione sul mondo che ha lasciato e su quello che ha trovato, permettendole di coltivare affetti genuini e su cui costruire un futuro felice.
- Shug (Lillie) Avery. Sfrontata ed insofferente alle opinioni altrui, capace di slanci passionali e generosi che a volte però si rivelano avventati, è la donna che cambia la vita di chi è disposto ad amarla.
- Mister (Albert). Un uomo debole che sfoga le proprie frustrazioni su chi non è capace di tenergli testa. Dopo aver pagato il duro prezzo per tanta meschinità, dimostra inaspettatamente di avere imparato la lezione che la vita gli ha imposto, guadagnandosi il diritto ad una seconda possibilità.
- Sofia Butler. Dotata di una forza di volontà incrollabile, ha dovuto imparare a non farsi mettere sotto da nessuno, a qualunque costo. Le conseguenze si rivelano purtroppo molto pesanti, ma col tempo l'affetto ed il rispetto guadagnato la ripagheranno.

## Edizioni
- Alice Walker, Il colore viola, traduzione di Marisa Caramella, Euroclub Italia, 1986  [1982].

- Alice Walker, Il colore viola, traduzione di Andreina Lombardi Bom, Edizioni SUR, 2019  [1982].

## Accoglienza
Il libro divenne, fin dal periodo della sua pubblicazione, un successo strepitoso in tutto il mondo. Successivamente è stato tradotto in 25 lingue, vendendo 5 milioni di copie in tutto il mondo.
Nel 2003, il libro è stato inserito nella lista stilata dalla BBC dei "romanzi più amati" nel Regno Unito.
Inoltre, il 5 novembre 2019, la BBC News ha inserito Il colore viola nella sua lista dei "100 romanzi più influenti del XX secolo".

## Riconoscimenti
Nel 1983 il libro vinse il Premio Pulitzer per la narrativa ed il National Book Award per la narrativa.

## Adattamento cinematografico
Dal romanzo nel 1985 venne liberamente tratto l'omonimo film diretto dal regista Steven Spielberg, con Whoopi Goldberg nella parte della protagonista Celie e Oprah Winfrey nel ruolo di Sofia. Il film ricevette undici candidature all'edizione dei Premi Oscar 1986. Il film non ne vinse tuttavia nessuno, e ciò provocò perciò l'indignazione di molti critici cinematografici, tra cui quella del grande Roger Ebert, che definì Il colore viola "il migliore film dell'anno".
Nel 2005 esce il musical The Color Purple con libretto di Marsha Norman, musiche e testi di Stephen Bray, Brenda Russell e Allee Willis, con LaChanze nella parte di Celie.
Nel 2023 viene realizzato un altro musical remake del film del 1985, intitolato sempre Il colore viola, diretto da Blitz Bazawule e interpretato da Fantasia Barrino, nel ruolo di Celie.